# Saint-Palais-de-Phiolin
Saint-Palais-de-Phiolin is een gemeente in het Franse departement Charente-Maritime (regio Nouvelle-Aquitaine) en telt 218 inwoners (1999). De plaats maakt deel uit van het arrondissement Jonzac.

## Geografie
De oppervlakte van Saint-Palais-de-Phiolin bedraagt 11,0 km², de bevolkingsdichtheid is 19,8 inwoners per km².
De onderstaande kaart toont de ligging van Saint-Palais-de-Phiolin met de belangrijkste infrastructuur en aangrenzende gemeenten.

## Demografie
Onderstaande figuur toont het verloop van het inwonertal (bron: INSEE-tellingen).